# Bahnhof Limburg (Lahn)

Der Bahnhof Limburg (Lahn) ist ein Bahnhof in der Innenstadt von Limburg an der Lahn. 

## Geografische Lage
Der Trennungsbahnhof liegt an der Lahntalbahn, die von Wetzlar nach Koblenz führt. Am westlichen Bahnhofsende zweigt die Bahnstrecke Limburg–Altenkirchen ab. 

## Geschichte

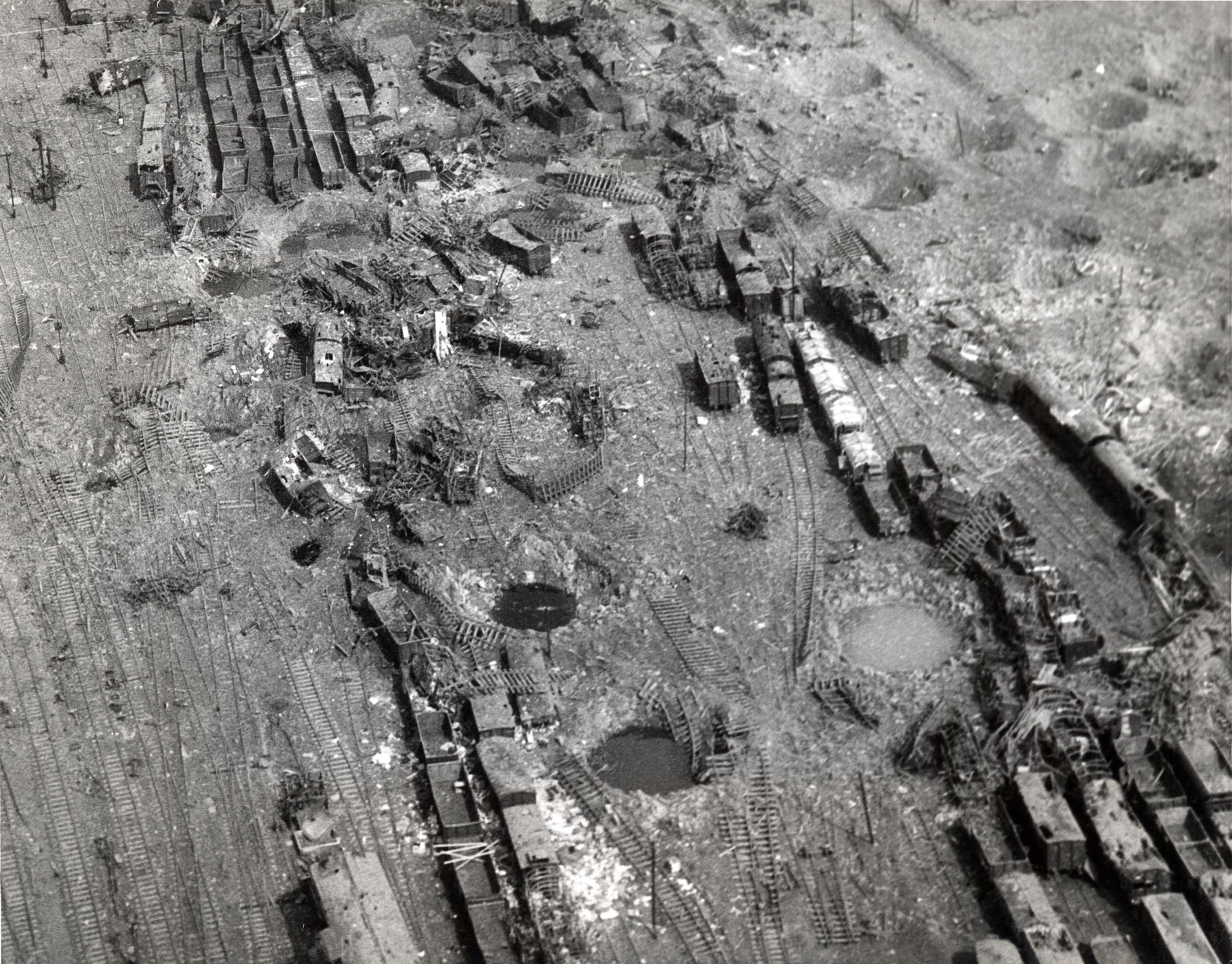
Gleisanlagen des Bahnhofs Limburg nach einem Luftangriff am 23. Dezember 1944

Das im Jahr 1862 erbaute Empfangsgebäude war auf einem H-förmigen Grundriss im Rundbogenstil errichtet. Der traufständige Mitteltrakt war zweigeschossig, die seitlich angeordneten, giebelständigen Flügel dreigeschossig. Es wurde noch vor dem Zweiten Weltkrieg umgebaut und durch verglaste Anbauten erweitert. Bei diesem Umbau wurde die Wartehalle mit Lahnmarmor verkleidet. Im Zweiten Weltkrieg wurde es durch Luftangriffe beschädigt und in den 1950er-Jahren abgerissen. Das heutige Empfangsgebäude wurde am 28. September 1961 für den Betrieb freigegeben.

Bis 2002 war – unmittelbar zum Bahnhof benachbart – in Limburg ein Ausbesserungswerk der Deutschen Bahn ansässig. Es lag westlich des Empfangsgebäudes auf der nördlichen Seite des Gleisfelds. 

## Bahnbetriebswerk Limburg
An der westlichen Ausfahrt des Bahnhofes, südwestlich des Ausbesserungswerkes, lag das Bahnbetriebswerk (Bw) Limburg. Bekannt war es vor allem durch die Beheimatung von Akkutriebwagen der Baureihen ETA 150 und ETA 176, wobei letztere nur in Limburg stationiert waren und wegen ihrer runden Fahrzeugfront auch „Limburger Zigarre“ genannt wurden. 
Im Jahr 1985 war das Bahnbetriebswerk (Bw) noch komplett vorhanden: Mit einer 23-Meter- (Drehscheibe 1) und einer 20-Meter-Drehscheibe (Drehscheibe 2), dazugehörigen Lokschuppen mit jeweils 20 bzw. 12 Gleisen, einer kleinen Kantine, einer Lokleitung und einem Wasserturm.

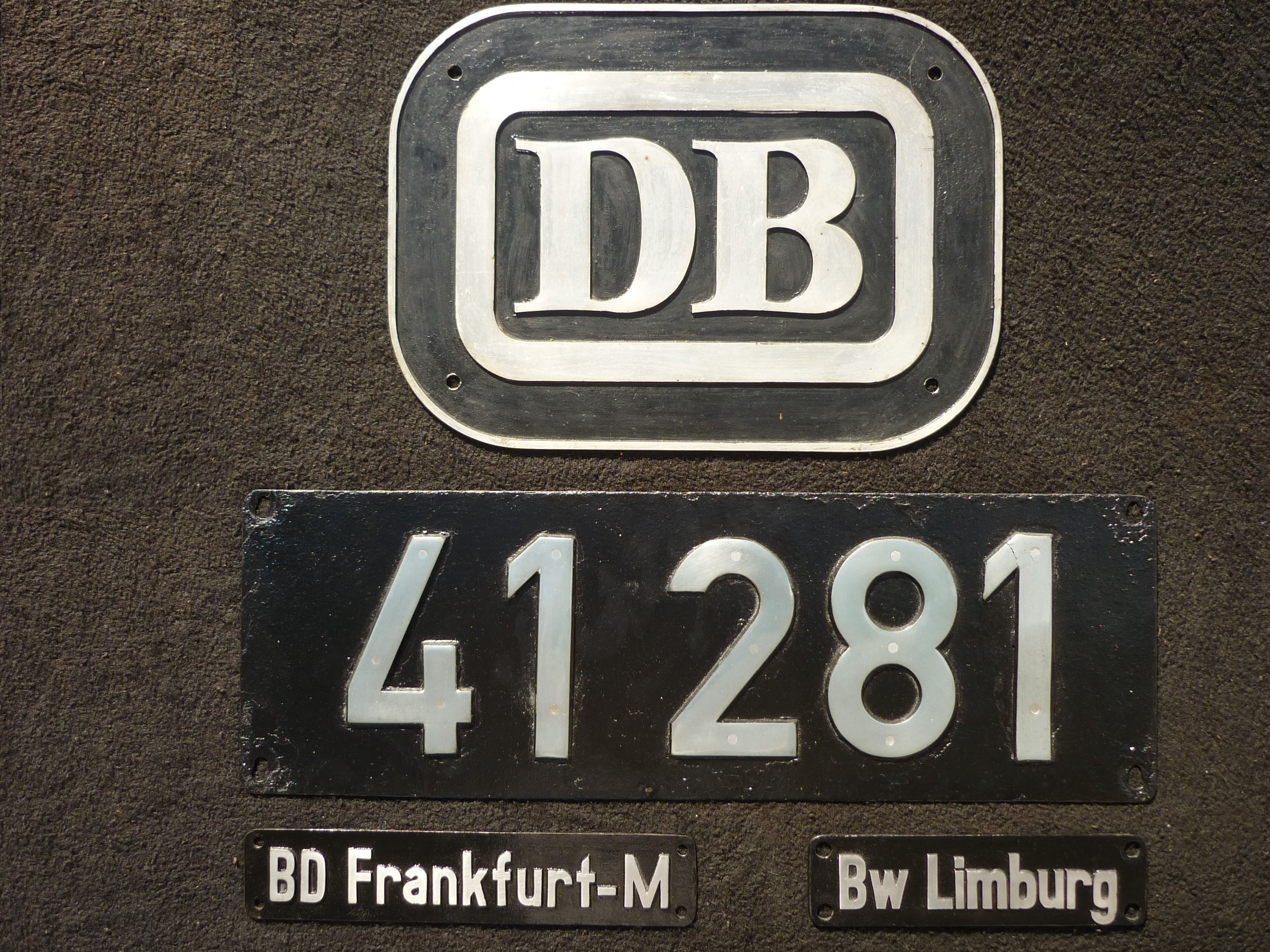
Schildersatz von 41 281 während der Zugehörigkeit zum Bw Limburg

1991 wurde das Bahnbetriebswerk als Außenstelle dem Bahnbetriebswerk Gießen zugeordnet und verlor damit seine Selbstständigkeit.
1994 wurde der Lokschuppen 1 abgerissen. Die Gleise wurden belassen, einzig die Lokschuppengleise wurden demontiert. Der Lokschuppen der Drehscheibe 2 wurde 1998 wegen Baufälligkeiten geschlossen, sodass die dort abgestellten Lokomotiven der Baureihe 216 stets vor dem Schuppen standen. Ende 1998 wurde dann die Drehscheibe 1 entfernt und einige Gleise abgebaut. Die letzten Strahlengleise der Drehscheibe 1 wurden 2001 entfernt. Lokomotiven der Reihe 216 wurden immer noch an der Drehscheibe 2 abgestellt. 2002 wurde die Drehscheibe 2 stillgelegt. Anfang 2002 wurde die neue Dieseltankstelle vor der Drehscheibe 2 gebaut. Erst im Herbst/Winter 2004 wurde ein Unternehmen beauftragt, das Erdreich zu sanieren und die Altlasten zu entfernen.
Anfang 2007 wurde der Lokschuppen der Drehscheibe 2 vom Recyclingunternehmen Schuy, das das Gelände 2005 gekauft hatte, abgerissen. Bis zum Jahr 2009 wurde die bereits nicht mehr ans Gleisnetz angeschlossene Drehscheibe abgebaut. Das Gelände diente als Abstellplatz für Müllcontainer des Unternehmens Schuy.

## Verkehr
Der Limburger Bahnhof hat drei Bahnsteige, einen Hausbahnsteig (1/8) und zwei Mittelbahnsteige (2/3;4/5):
- Gleis 1 (Höhe: 34 cm; Länge: 238 m): RE 20/RB 22 aus/nach Frankfurt; RB 21 aus/nach Wiesbaden
- Gleis 2 (Höhe: 55 cm; Länge: 155 m): RB 29 aus/nach Siershahn
- Gleis 3 (Höhe: 55 cm; Länge: 241 m): RE 25 aus Gießen nach Koblenz; RB 23 aus/nach Mayen Ost
- Gleis 4 (Höhe: 76 cm; Länge: 230 m): RE 25 aus Koblenz nach Gießen; RB 23 aus Mayen Ost
- Gleis 5 (Höhe: 76 cm; Länge: 234 m): RB 45 nach Fulda
- Gleis 8 (Höhe: 34 cm; Länge: 147 m): RB 90 aus/nach Westerburg[4]

Der Bahnhof Limburg (Lahn) befindet sich im Tarifgebiet des Rhein-Main-Verkehrsverbundes (RMV). In Richtung Rheinland-Pfalz gelten die Tarife der Verkehrsverbund Rhein-Mosel GmbH (VRM). Der Regionalbahnhof wird von folgenden Schienenverkehrslinien angefahren:
| Linie | Verlauf | Takt                                          | Betreiber                              |
| ----- | --- | --------------------------------------------- | -------------------------------------- |
| RE 20 | Main-Lahn-Bahn: Frankfurt (Main) Hbf – Frankfurt-Höchst – Hofheim (Taunus) – Niedernhausen (Taunus) – Idstein (Taunus) – Bad Camberg – Niederbrechen – Eschhofen – Limburg (Lahn) Stand: Fahrplanwechsel Dezember 2021 | 60 min (wochentags zur HVZ)                   | DB Regio Mitte                         |
| RB 21 | Ländchesbahn: Wiesbaden Hbf – Wiesbaden-Erbenheim – Wiesbaden-Igstadt – Auringen-Medenbach – Niedernhausen (Taunus) – Idstein (Taunus) – Wörsdorf – Bad Camberg – Niederselters – Oberbrechen – Niederbrechen – Lindenholzhausen – Eschhofen – Limburg (Lahn) Stand: Fahrplanwechsel Dezember 2021 | einzelne Fahrten                              | HLB Hessenbahn                         |
| RB 22 | Main-Lahn-Bahn: Frankfurt (Main) Hbf – Frankfurt-Höchst – Hofheim (Taunus) – Niedernhausen (Taunus) – Idstein (Taunus) – Wörsdorf – Bad Camberg – Niederselters – Oberbrechen – Niederbrechen – Lindenholzhausen – Eschhofen – Limburg (Lahn) Stand: Fahrplanwechsel Dezember 2021 | 30/60 min (+ Verstärker zur HVZ)              | DB Regio Mitte                         |
| RB 23 | Lahn-Eifel-Bahn: (Kaisersesch → Urmersbach → Monreal → Mayen West →) (einzelne Fahrten) Mayen Ost – Kottenheim – Thür – Mendig – Kruft – Plaidt – Miesenheim – Andernach – Weißenthurm – Mülheim-Kärlich – Koblenz Stadtmitte – Koblenz Hbf – Niederlahnstein – Friedrichssegen – Nievern – Bad Ems West – Bad Ems – Dausenau – Nassau (Lahn) – Obernhof (Lahn) – Laurenburg (Lahn) – Balduinstein – Fachingen (Lahn) – Diez – Limburg (Lahn) Stand: Fahrplanwechsel Dezember 2021 | 60 min (+ Verstärker zur HVZ)                 | DB Regio Mitte                         |
| RE 25 | Lahn-Eifel-Bahn: Koblenz Hbf – Niederlahnstein – Bad Ems – Nassau (Lahn) – Diez – Limburg (Lahn) – Weilburg – Wetzlar – Gießen Stand: Fahrplanwechsel Dezember 2021 | 120 min                                       | DB Regio Mitte                         |
| RB 29 | Unterwesterwaldbahn: Limburg (Lahn) – Diez Ost – Staffel – Elz (Limburg/Lahn) Süd – Niedererbach – Dreikirchen – Steinefrenz – Girod – Goldhausen – Montabaur – Dernbach (Westerw) – Wirges – Siershahn | 60 min                                        | HLB Hessenbahn, Bereich Dreiländerbahn |
| RB 45 | Lahntalbahn/Vogelsbergbahn: Limburg (Lahn) – Eschhofen – Kerkerbach – Runkel – Villmar – Arfurt (Lahn) – Aumenau – Fürfurt – Gräveneck – Weilburg – Löhnberg – Stockhausen (Lahn) – Leun/Braunfels – Solms – Albshausen – Wetzlar – Dutenhofen (Kr Wetzlar) – Gießen – Gießen Licher Straße – Großen Buseck – Reiskirchen (Kr Gießen) – (Saasen – Göbelnrod –) (zweistdl) Grünberg – (Lehnheim –) (zweistdl) Mücke (Hess) – (Nieder-Ohmen –) (zweistdl) Burg- und Nieder-Gemünden – Ehringshausen (Oberhess) – Zell-Romrod – Alsfeld (Oberhess) – Lauterbach (Hess) Nord – Angersbach – Bad Salzschlirf – Großenlüder – Oberbimbach – Fulda Stand: Fahrplanwechsel Dezember 2021 | 60 min                                        | HLB Hessenbahn                         |
| RB 90 | Westerwald-Sieg-Bahn: (Kreuztal – Siegen-Geisweid – Siegen-Weidenau –)* Siegen Hbf – Eiserfeld (Sieg) – Niederschelden Nord – Niederschelden – Mudersbach – Brachbach – Freusburg Siedlung – Kirchen – Betzdorf (Sieg) – Scheuerfeld (Sieg) – Niederhövels – Wissen (Sieg) – Etzbach – Au (Sieg) – Geilhausen – Hohegrete – Breitscheidt (Kr Altenkirchen Ww) – Kloster Marienthal (wochentags zweistdl.) – Obererbach – Altenkirchen (Westerwald) – Ingelbach – Hattert – Hachenburg – Unnau-Korb – Nistertal-Bad Marienberg (– Büdingen (Westerw) – Enspel – Rotenhain) (zweistündlich) – Langenhahn – Westerburg – Willmenrod – Berzhahn – Wilsenroth – Frickhofen – Niederzeuzheim – Hadamar – Niederhadamar – Elz (Kr Limburg/Lahn) – Staffel – Diez Ost – Limburg (Lahn) * einzelne Züge an Werktagen Stand: Fahrplanwechsel Dezember 2024 | 60 min zus. Verstärkerzüge Westerburg–Limburg | HLB Hessenbahn                         |

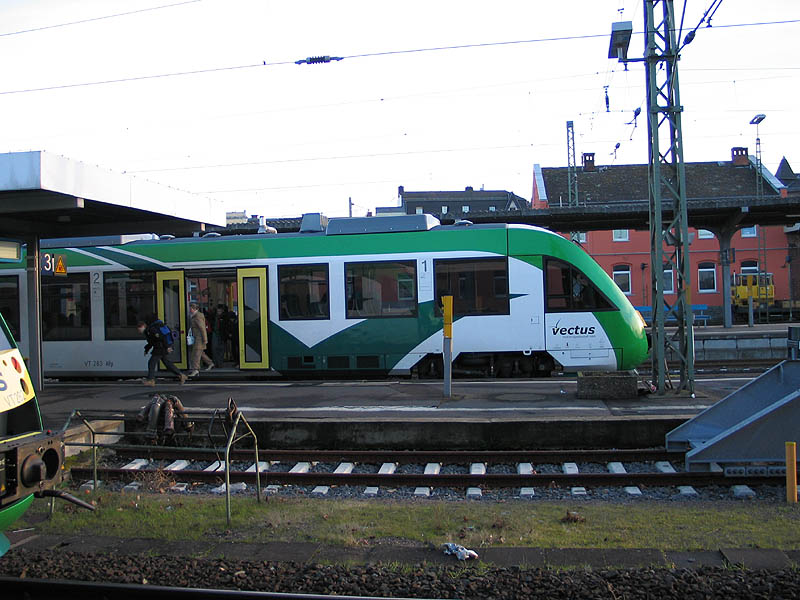
LINT 41 der Vectus im Bahnhof Limburg

Die Züge in Richtung Frankfurt (Main) Hbf sowie die RE-Züge nach Koblenz Hbf und Gießen werden von der DB Regio gefahren. Die Züge in Richtung Wiesbaden Hbf, Au (Sieg) und Siershahn werden von der Hessischen Landesbahn (HLB) gefahren. Die RB-Linie Koblenz Hbf – Gießen wird in Limburg gebrochen. Von Mayen Ost / Koblenz Hbf bis Limburg (Lahn) fährt die DB Regio, von Limburg (Lahn) bis Gießen die Hessische Landesbahn (RB 45). Es besteht ein nahtloser Anschluss in beide Richtungen. Die Linie RB 25 wurde zum Fahrplanwechsel 2014 über Andernach bis Mayen Ost verlängert, heute verkehrt diese Linie unter der neuen Liniennummer RB 23 und dem Namen Lahn-Eifel-Bahn.
Im Zuge der geplanten Reaktivierung der Aartalbahn für den SPNV sollten die Züge der RB Aar der DB Regio ab 2018 Limburg und Hahnstätten über Diez täglich im Stundentakt miteinander verbinden. Hierdurch würden ebenso zusätzliche Verbindungen zwischen Limburg und Diez geschaffen. Eine Realisierung ist derzeit ungewiss.

## Verbindung zum Fernbahnhof Limburg Süd

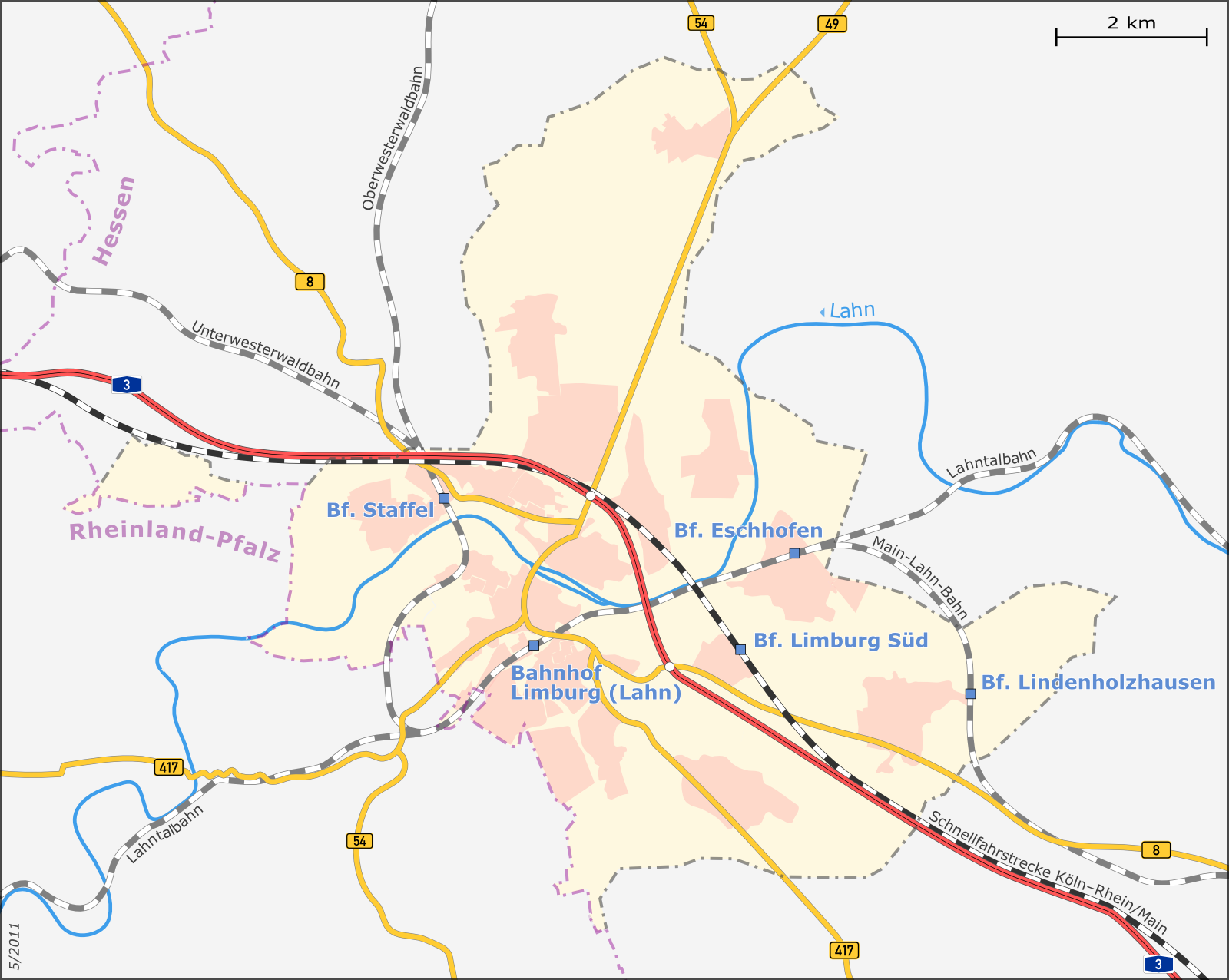
Limburger Bahnhöfe und wichtigste Verkehrswege

Beim Bau der Schnellfahrstrecke Köln–Rhein/Main wurde auf die Errichtung einer Schienenverbindung zwischen dem Regionalbahnhof Limburg (Lahn) und dem Bahnhof Limburg Süd verzichtet. Die Busse der Linie 5 (Limburg ZOB – Südbahnhof) und einzelne Fahrten der Linien 59 und 282, die auf der Südseite des Bahnhofs abfahren, verbinden beide Bahnhöfe miteinander.